# Inge Deutschkron
Inge Deutschkron est une femme de lettres et journaliste israélienne et allemande née le 23 août 1922 à Finsterwalde (État libre de Prusse, Allemagne) et morte le 9 mars 2022 à Berlin (Allemagne). Elle passe la Seconde Guerre mondiale, cachée à Berlin et survit à l'Holocauste.

## Biographie
Née le 23 août 1922 à Finsterwalde, une petite ville juive près de Berlin, Inge Deutschkron grandit à Berlin Prenzlauer-Berg,. Ses parents, Martin Deutschkron (1893-1982) et Ella Mannhalt (1892-1971), sont tous les deux membres du SPD (le parti socialiste allemand) et combattent activement le nazisme. Sa famille n'étant pas pratiquante, Inge ne découvre qu'elle est juive qu'en 1933. Elle commence à subir les insultes de ses camarades de classe. Elle participe aux activités anti-nazies de ses parents. 
La Loi allemande sur la restauration de la fonction publique du 7 avril 1933 entraîne le renvoi de son père de la fonction publique. Il enseigne alors à l'école sioniste Theodor Herzl à Berlin mais, en 1936, cette activité lui étant également interdite, il occupe un poste administratif jusqu'à la fermeture de l'école. Il obtient un visa pour la Grande-Bretagne, avec l'aide d'une cousine qui a payé une forte caution, et parvient à quitter le Reich en avril 1939, mais la déclaration de guerre entre l'Allemagne et le Royaume-Uni empêche Inge Deutschkron et sa mère de le rejoindre,.
Sa mère travaille dans une association juive d'entraide puis, après sa fermeture, dans une usine de munitions. En 1941, Inge Deutschkron est soumise au travail forcé dans une usine d'IG Farben. 
Les conditions de travail d'Inge à IGFarben sont détestables, elle travaille dix heures par jour et doit effectuer trois heures de transport quotidien. Elle doit porter l'étoile jaune dès 1940 alors que celle-ci ne devient obligatoire qu'en septembre 1941.[réf. nécessaire]
Inge Deutschkron rencontre Otto Weidt qui emploie dans son entreprise de fabrication de balais et de brosses des handicapés juifs, aveugles ou sourd-muets. Elle parvient à s'y faire embaucher, prétextant une blessure au genou.
Otto Weidt fournit à Inge Deutschkron le livret de travail d'une non-juive, puis un faux certificat de travail au nom d'Inge Richter, ce qui lui assure une sécurité relative. 
À partir de janvier 1943, Inge Deutschkron vit dans la clandestinité et se cache chez des amis non juifs, parmi lesquels plusieurs sont des membres ou des proches du groupe de résistance socialiste de gauche Roter Stoßtrupp (de), comme Otto Ostrowski, Walter Rieck (de) et sa femme Jenny Rieck. 
Durant les derniers mois de la guerre, Inge et Ella Deutschkron se font passer pour des réfugiées à l'approche de l'Armée rouge. Munies de nouvelles cartes d'identité au nom de Richter, elles vivent la fin de la guerre à Potsdam.  
Inge Deutschkron et sa mère quittent l'Allemagne pour Londres en 1946. La jeune femme devient secrétaire de l'Internationale socialiste[réf. nécessaire]. 
Après de nombreux voyages, Inge Deutschkron revient en Allemagne en 1955 où elle devient journaliste. En 1958, elle devient la correspondante à Bonn, alors capitale de la République fédérale allemande, du quotidien israélien Maariv. C'est à ce titre qu'elle couvre à Francfort les procès contre les SS d'Auschwitz. 
Citoyenne israélienne depuis 1966, elle choisit de s'installer à Tel-Aviv en 1972, exaspérée par la résurgence de l'antisémitisme dans la politique allemande et par l'attitude qu'elle considère comme anti-israélienne du mouvement de 1968. Elle continue sa carrière journalistique en se consacrant principalement au Moyen-Orient. 
Elle a ensuite passé sa vie à Bonn (en tant que correspondante), à Tel Aviv et à nouveau à Berlin à partir de 2001. En 1978, elle publie son autobiographie "Ich trug den gelben Stern", qui sera plus tard adaptée pour la scène au Gripstheater de Berlin sous le titre "Ab heute heißt du Sara". 
Son témoignage, Ich trug den gelben Stern, est publié en Allemagne en 1978. Traduit dans plusieurs langues, il fait l'objet d'une adaptation pour la scène au Grips-Theater de Berlin en 1988. Écrivaine reconnue en Allemagne, elle y a publié de nombreux livres, dont un sur Otto Weidt qui a tant aidé les juifs berlinois. 
Inge Deutschkron passe aussi beaucoup de temps à témoigner et informer, dans les écoles, sur les horreurs et les souffrances que le national-socialisme a apportées aux hommes, afin de contrer la résurgence des tendances d'extrême droite en Allemagne et en Europe. En 2006, elle crée la Fondation Inge-Deutschkron dans le but d'encourager la tolérance et le courage civique et de perpétuer la mémoire des "Héros silencieux" qui ont risqué leur vie pour en sauver d'autres. 

« L'humanité était leur priorité absolue. Je les considère comme des héros. »

À sa mort, le président allemand Frank-Walter Steinmeier lui rend hommage.
Elle est enterrée le 6 avril au cimetière de Stahnsdorf.

## Distinctions
- 1994 : Pris Moses-Mendelssohn (de)[12]

- 2002 : 
  - Médaille Rahel-Varnhagen-von-Ense (de)[14]
  - Ordre du mérite du Land de Berlin (en)[15]
- 2008 :
  - Prix Carl von Ossietzky pour l'histoire et la politique contemporaine (de)[7]
  - Médaille Louise Schroeder (de) du Land de Berlin[16].

- 2018 : citoyenneté d'honneur de Berlin, en même temps que Margot Friedländer[8]

Elle refuse à plusieurs reprises d’être décorée de l'Ordre du Mérite de la République fédérale d'Allemagne, car cette récompense a également été donnée à de nombreux nazis après la guerre. 

## Œuvres

### Disponible en français
- Tel était leur enfer : Les enfants dans les camps de concentration [« Denn ihrer war die Hölle: Kinder in Gettos und Lag »]  (trad. de l'allemand par Julia Tardy-Marcus), La Jeune Parque, 1968
- (de) Je veux vivre. Juive à Berlin 33-45 [« Ich trug den gelben Stern »], Bayard, 1984 (ISBN 978-2227004085)

### En allemand
- Israel und die Deutschen: Das schwierige Verhältnis, Cologne 1983.
- Milch ohne Honig: Leben in Israel, Verlag Wissenschaft und Politik, Cologne 1988.
- Mein Leben nach dem Überleben, Deutscher Taschenbuch Verlag, 2000.
- Sie blieben im Schatten: Ein Denkmal für "stille Helden", Édition Hentrich, Berlin 1996.
- Emigranto: Vom Überleben in fremden Sprachen, Transit, Berlin 2001.
- Papa Weidt: Er bot den Nazis die Stirn Kevelaer, Butzon & Bercker, Kevelaer 2001.
- Offene Antworten: Meine Begegnungen mit einer neuen Generation, Transit, Berlin 2004.